# 요시다정 (나가노현)
요시다정(吉田町)은 나가노현 가미미노치군에 설치되었던 정이다. 현재의 나가노시에 해당한다.